# Altarejos
Altarejos és un municipi de la província de Conca, a la comunitat autònoma de Castella-La Manxa. Limita amb Fresneda de Altarejos i Mota de Altarejos.

## Situació
Es troba 33 quilòmetres de Conca, limita amb els termes municipals de Mota de Altarejos,Fresneda de Altarejos,Poveda de la Obispalia,San Lorenzo de la Graella i Villarejo-Periesteban. El riu que porta el mateix nom que el municipi, està situat a 9 quilòmetres.

## Ajuntament
Està situat a la plaça Francisco Ruiz Jarabo, actualment governat per Pedro Calleja Domínguez.

## Demografia
Cada any la població va aconseguint un nivell històric de descens d'habitants cada any major, però hi viu més gent jove actualment que fa uns anys majoritàriament el descens de la població es produeix per l'elevada tasa de mortalitat, deguda al fet que hi viu molta gent gran. A l'estiu la població pot arribar a pujar fins a 5000 persones.
| Población | 580 | 637 | 720 | 782 | 803 | 922 | 1095 | 1088 | 1090 | 600 | 567 | 402 | 325 | 292 | 283 |

## Monuments
Un dels monuments més importants és L'Església de La nostra Senyora de l'Assumpció, un impressionant edifici de grans proporcions. Els murs de l'Església descansen en els grans pilars de forma espectacular decorada amb la bonica i gran espadaña, doten a l'edifici d'una gran monumentalitat.
Un altre dels monuments és L'Ermita La nostra Senyora de la Torre, ermita en la qual es venera a la Verge del poble(Verge de la Torre) molt volguda per tots els Altarejeños.
I finalment, la Necropolis tardorromana o visigoda composta per nombroses tombes excavades a la roca.

## Festes
- Festes Locals - 12,13,14 i 15 d'Agost. A la tarda hi celebren corregudes de toros i de nit orquestres. També hi ha mini parc d'atraccions, concurs de paelles, caldereta de toro, vaca y pollastre.
- Dia de la Verge de la Torre-8 de Setembre. És una festa d'interès turístic.
- Corpus Christi, també anomenat aquí "dia del Senyor" - 6,7 I 8 de Julio.
- Setmana Cultural - Una setmana abans de les Festes Locals d'Agost.
- San Isidro 15 de Maig amb menjar pagat per l'Ajuntament en l'arbreda.
- Festes d'interès Turístic: Corpus christi.

## Costums
- La Matança.
- El tràfec del vi.

## Història
Altarejos és un diminutiu de “Altares” (llaures de pedra, llargues i amples, sobre les quals s'oferien sacrificis i cult als déus pagans). Un poble que ja existia abans que Conca fos fundada.
L'antiguitat de la vila queda palesa per les restes de poblacions antigues que es disseminen pel seu entorn.
Les referències documentals indiquen que el llogaret de Altarejos va tenir una gran importància durant la repoblació medieval portada a terme per Alfonso VIII.

## Administració
| Període      | Nom de l'alcalde/-essa  | Partit polític | Data de possessió |
| ------------ | ----------------------- | -------------- | ----------------- |
| 1979 - 1983  |                         |                | 19/04/1979        |
| 1983 - 1987  |                         |                | 28/05/1983        |
| 1987 - 1991  |                         |                | 30/06/1987        |
| 1991 - 1995  |                         |                | 15/06/1991        |
| 1995 - 1999  |                         |                | 17/06/1995        |
| 1999 - 2003  |                         |                | 03/07/1999        |
| 2003 - 2007  | Pedro Calleja Domínguez | PP             | 14/06/2003        |
| 2007 - 2011  | Pedro Calleja Domínguez | PP             | 16/06/2007        |
| 2011 - 2015  | n/d                     | n/d            | 11/06/2011        |
| 2015 - 2019  | n/d                     | n/d            | 13/06/2015        |
| 2019 - 2023  | n/d                     | n/d            | 15/06/2019        |
| Des del 2023 | n/d                     | n/d            | 17/06/2023        |